# Trichoniscus elisabethae
Trichoniscus elisabethae is een pissebed uit de familie Trichoniscidae. De wetenschappelijke naam van de soort is voor het eerst geldig gepubliceerd in 1923 door Herold.